# Rocca di Chardonnet
(R. Aruga - P. Losana - A. Re, Alpi Cozie Settentrionali, pag. 181; CAI-TCI, San Donato Milanese, 1985)
La Rocca di Chardonnet (2.950 m s.l.m. - in francese Roche du Chardonnet) è una montagna delle Alpi del Moncenisio nelle Alpi Cozie. Si trova nel dipartimento francese delle Alte Alpi. La montagna è collocata tra la Valle Stretta, valle laterale della Val di Susa e la Valle della Clarée a sud-ovest del Monte Thabor. Rappresenta il punto triplo sul quale convergono i bacini del Po, della Durance e dell'Isére.

## Bibliografia

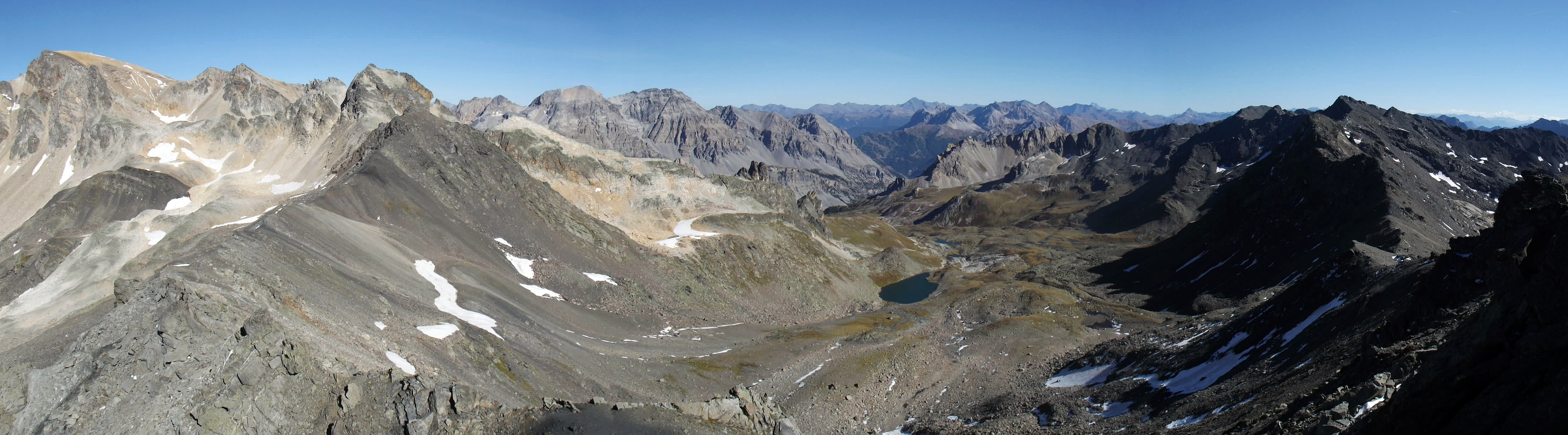
Panorama verso la valle Stretta
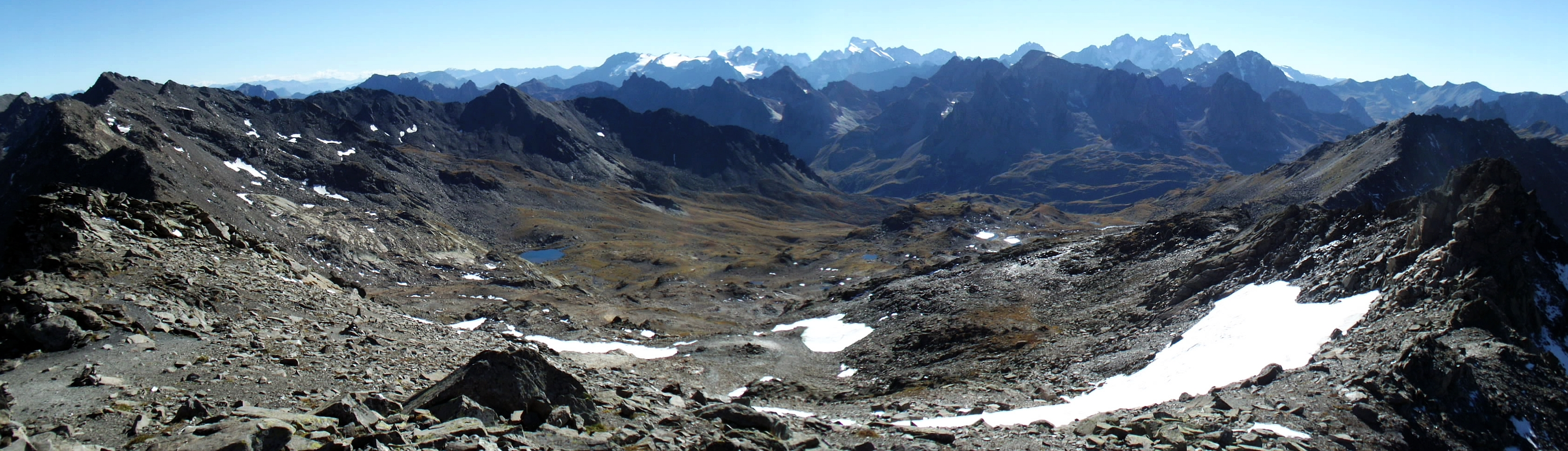
Panorama verso la valle della Clarée
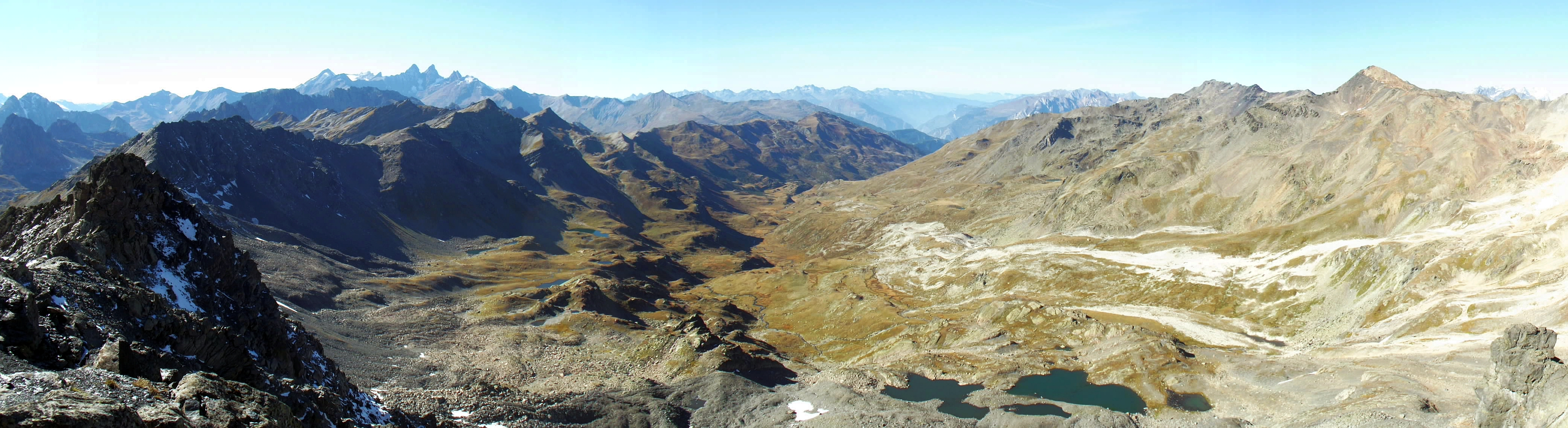
Panorama verso la Moriana

## Descrizione
La montagna è situata alla convergenza delle tre creste sopra ricordate: quella occidentale che divide la valle della Clarée dal vallone di Neuvache (tributario dell'Arc), quella nord-orientale che la collega con il Monte Thabor separando quest'ultimo vallone dalla Valle Stretta e quella meridionale che, tramite il col des Muandes e i Rochers da l'Aaigle, collega la rocca di Chardonnet con la Rocca Gran Tempesta. Numerosi laghetti alpini circondano la montagna, tra questi il lago Chardonnet a sud-est (valle Stretta), i lacs des Glaciers a nord e i lacs de la Madeleine verso Névache. Amministrativamente la zona è ripartita tra il comune di Névache (Alte Alpi) e quello di Valmeinier (Savoia).
I due versanti della rocca di Chardonnet situati a sud dello spartiacque principale fanno parte del champ de tir de Rochilles Mont Thabor, una zona utilizzata per esercitazioni militari dall'esercito francese. Durante tali esercitazioni il transito nella zona viene evidentemente vietato alle persone non autorizzate.

## Storia
La vetta segnava fino al 1947 la frontiera tra l'Italia e la Francia. Il trattato di Parigi stipulato dopo la seconda guerra mondiale ha fatto sì che attualmente la frontiera sia situata all'inizio della Valle Stretta. Fino ad allora costituiva il punto più occidentale dell'Italia, e costituisce tuttora il punto più occidentale della regione geografica italiana.

## Accesso alla vetta

### Accesso estivo
La montagna può essere raggiunta per un sentiero che non si discosta molto dalla cresta sud a partire dal col des Muandes, dove si può arrivare, sempre per sentiero, partendo dal refuge des Drayères (fondovalle Claréee) o dalla valle Stretta. L'itinerario è considerato di una difficoltà escursionistica E.
Anche l'accesso per le altre due creste della montagna (la est-nordest che la collega con il colle di Valmeinier e la sud-ovest che parte dal col de Névache) non presentano difficoltà alpinistiche.

### Accesso invernale
La montagna è accessibile anche con gli sci da sci alpinismo o le ciaspole. La salita dal lato valle Stretta con le ciaspole è considerata di una difficoltà BR (bravi racchettatori).

## Punti di appoggio
- Refuge des Drayères (valle della Clarée)
- Rifugio I Re Magi (valle Stretta)
- Rifugio Terzo Alpini (valle Stretta)